# 妄萌がーる。
『妄萌がーる。』（ももがーる。）は、2017年5月30日（29日深夜）から6月20日（19日深夜）までテレビ朝日で放送されていたバラエティ番組である。正式タイトルは「妄萌がーる。〜恋したい女子が見てるって噂〜」。
放送時間は火曜1:56 - 2:21（月曜深夜。『ネオバラ3』月曜版『キタイチ』）に放送。全4回放送。

## 概要
妄想で萌える女の子「妄萌がーる」たちが番組オリジナルシナリオの恋愛シミュレーションゲームで胸キュン体験しながら、理想の萌えシチュエーションをガールズトークで追究する妄想恋愛バラエティ。
「ももきゅん」の声を担当している小山テリハは、元地下アイドルという経歴を持つディレクターである。また、小山が入社1年目のAD時代に提出して通った企画であった。

## 出演者

### 第1回、第2回
- 秋元真夏（乃木坂46）
- 足立梨花
- 多田愛佳
- 前田希美

### 第3回、第4回
- 飯窪春菜（モーニング娘。’17）
- 高山一実（乃木坂46）
- 外川礼子
- 柳美稀

## 声の出演
- ももきゅん - 小山テリハ
- 主人公 - 和多田美咲
- 桐谷冬馬 - 中島ヨシキ
- 大久保剛 - 村上喜紀

## スタッフ
- 構成・シナリオ：町田裕章、植田将崇
- 美術デザイン：近藤千春
- 美術進行：入江大介
- 小道具：小柳紗季
- 装飾：竹村沙織
- TK：村田理実
- 宣伝：堀場綾技子
- 編成：吉冨大輔、須藤なぎさ
- カメラ：住田清志
- 音効：中島栄治
- アート・CG：森田あずさ
- イラスト：藤原倫子
- テロップ：リトルベア
- プロデューサー：小島健嗣、安孫子みどり
- ディレクター：小山テリハ、金成吾
- ゼネラルプロデューサー：加地倫三
- 技術協力：テイクシステムズ、テレテック、オムニバスジャパン
- Special Thanks：VOLTAGE
- 制作著作：テレビ朝日